# دانيل ملادينوف
دانيل ملادينوف (بالبلغارية: Даниел Младенов)‏ (25 مايو 1987 بكيوستينديل في بلغاريا - ) هو لاعب كرة قدم بلغاري في مركز الهجوم. شارك مع منتخب بلغاريا تحت 21 سنة لكرة القدم. أما مع النوادي، فقد لعب مع ليفسكي صوفيا ونادي تشيرنو مور فارنا وFC Oborishte Panagyurishte ‏ وFC Montana ‏ وPFC Pirin Blagoevgrad ‏ وماريك دوبنيتسا ‏ وPSFC Chernomorets Burgas ‏ وبيرين بلاغويفغراد وFC Septemvri Simitli ‏ وTrikala F.C. ‏ وفيلبوزد كيوستينديل ‏.

## روابط خارجية
- دانيل ملادينوف على موقع الاتحاد الأوربي (الإنجليزية)
- دانيل ملادينوف على موقع قاعدة بيانات كرة القدم.إي يو (الإنجليزية)
- دانيل ملادينوف على موقع Soccerway.com (الإنجليزية)